# Jamindan
Jamindan is een gemeente in de Filipijnse provincie Capiz op het eiland Panay. Bij de laatste census in 2007 had de gemeente bijna 35 duizend inwoners.

## Geografie

### Bestuurlijke indeling
Jamindan is onderverdeeld in de volgende 30 barangays:
| - Agambulong - Agbun-od - Agcagay - Aglibacao - Agloloway - Bayebaye - Caridad - Esperanza - Fe - Ganzon - Guintas - Igang - Jaena Norte - Jaena Sur - Jagnaya | - Lapaz - Linambasan - Lucero - Maantol - Masgrau - Milan - Molet - Pangabat - Pangabuan - Pasol-o - Poblacion - San Jose - San Juan - San Vicente - Santo Rosario |

## Demografie
Jamindan had bij de census van 2007 een inwoneraantal van 34.831 mensen. Dit zijn 865 mensen (2,5%) meer dan bij de vorige census van 2000. De gemiddelde jaarlijkse groei komt daarmee uit op 0,35%, hetgeen lager is dan het landelijk jaarlijks gemiddelde over deze periode (2,04%). Vergeleken met de census van 1995 is het aantal mensen met 809 (2,4%) toegenomen.

De bevolkingsdichtheid van Jamindan was ten tijde van de laatste census, met 34.831 inwoners op 412,03 km², 84,5 mensen per km².